# Buchbach (Oberbayern)

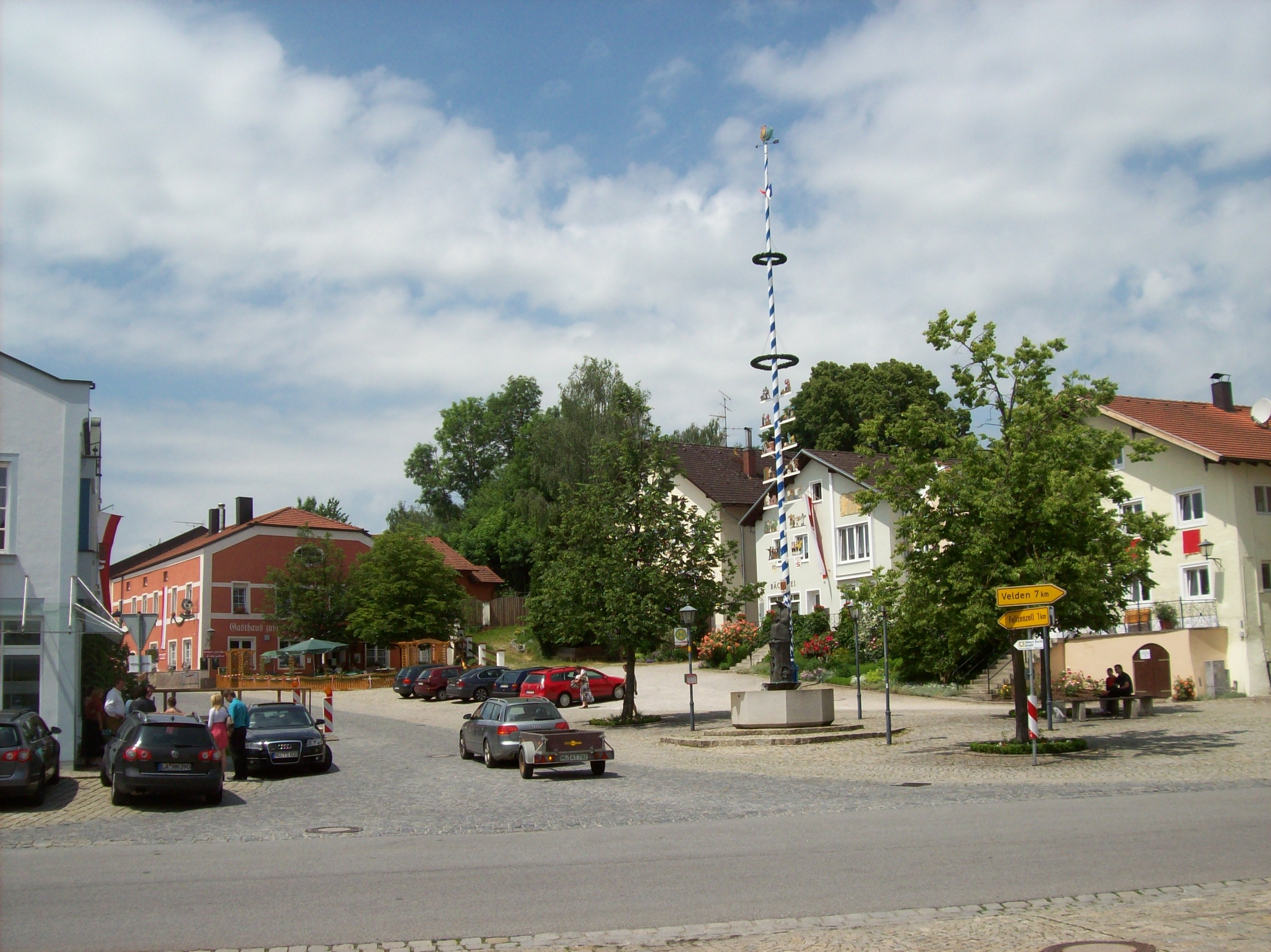
Buchbach

Buchbach (Oberbayern) este o comună-târg din districtul  Mühldorf am Inn, regiunea administrativă Bavaria Superioară, landul Bavaria, Germania.